# 戈羅德諾湖 (庫尼亞區)
55°57′36″N 31°15′52″E / 55.96000°N 31.26444°E
戈羅德諾湖（俄语：Городно），是俄羅斯的湖泊，位於該國西北部，由普斯科夫州負責管轄，處於庫尼亞區，面積0.2平方公里，集水區面積3.3平方公里，平均水深8.4米，最大水深18米。